# Chamika Karunaratne
Edirimuni Chamika Dinushan Perera Karunaratne (* 29. Mai 1996 in Wattala, Sri Lanka) ist ein sri-lankischer Cricketspieler der seit 2015 für die sri-lankischen Nationalmannschaft spielt. Auch spielt er Badminton auf nationaler Ebene in Sri Lanka.

## Kindheit und Ausbildung
Sein Vater Louis Karunaratne war selbst First-Class-Cricketspieler. Seine drei älteren Brüder, Niluka Karunaratne, Dinuka Karunaratne und Diluka Karunaratne spielten jeweils auf internationaler Ebene für Sri Lanka Badminton. Er besuchte das Royal College in Colombo. Als Jugendlicher konnte er in drei Sportarten herausragen. Im Badminton gewann der in allen Altersklassen, von U11 bis U19, die nationale Meisterschaft. Auch konnte er als Leichtathlet herausragen und wurde sri-lankischer Jugendmeister im Speerwurf.

## Aktive Karriere
Auch nach der Jugend spielte er sowohl Cricket als auch Badminton. So unterlag er bei den sri-lankischen Badminton-Meisterschaften 2016 im Finale des Herreneinzels gegen seinen Bruder Niluka. Auch spielte er First-Class Cricket für die Nondescripts. Nachdem es im sri-lankischen Cricket-Team zahlreiche Verletzungen gab und unter anderem Lahiru Kumara ausfiel, gab Karunaratne beim zweiten Test in Australien im Februar 2019 sein Debüt in der Nationalmannschaft. Allerdings verletzte er sich kurz darauf und es gelang ihm zunächst nicht sich in der Mannschaft zu etablieren. So dauerte es bis zum Sommer 2021, bis er seinen nächsten Einsatz erhielt. In Bangladesch gab er dabei sein Debüt im ODI-Cricket. Zwei Monate später folgte dann auch sein Debüt im Twenty20-Cricket. Daraufhin wurde er für den ICC Men’s T20 World Cup 2021 nominiert. Hier konnte er gegen Irland in der Vorrunde (2/27) und gegen die West Indies in der Super-12-Runde (2/43) jeweils zwei Wickets erreichen. Im Januar 2022 erreichte er in der ODI-Serie gegen Simbabwe 3 Wickets für 69 Runs. Daraufhin wurde er von den Kolkata Knight Riders für die Indian Premier League 2022 verpflichtet. Im Sommer 2022 gelangen ihm in den ODIs gegen Australien 3 Wickets für 47 Runs, wofür er als Spieler des Spiels ausgezeichnet wurde. Beim Asia Cup 2022 erzielte er drei Mal jeweils 2 Wickets gegen Bangladesch (2/32), Indien (2/27) und Pakistan (2/33). Daraufhin war er wieder im Team für den ICC Men’s T20 World Cup 2022, konnte dort jedoch nicht herausragen.